# Harry Elstrøm
Harry-Arnold Elstrøm (Berlijn, 11 augustus 1906 – Linkebeek, België, 17 mei 1993) was beeldhouwer, medailleur, tekenaar, schilder en docent in het kunstonderwijs.

## Levensloop
Elstrøms vader was een Deense industrieel, zijn moeder een Engelse schrijfster. In 1913 verhuisde het gezin naar Dresden, waar de jonge Elstrøm van 1918 tot 1924 kunstgeschiedenis studeerde aan de technische hogeschool. Direct daarna liet hij zich inschrijven aan de Academia Britannica te Rome in Italië, waar hij meewerkte aan opgravingen in Pompeï. In 1928 kwam hij naar de Akademie voor Schone Kunsten in Brussel. Hij trouwde in 1933 met beeldhouwster Germaine Anciaux (1904-1999).
In 1934 begon Elstrøm zijn loopbaan als zelfstandig kunstenaar. Tot zijn bekendste werken behoort de Kalvarie in de basiliek van Koekelberg. Hij maakte meer dan 300 beelden en reliëfs. Elstrøm ontwierp ook talrijke medailles en ook postzegels en muntstukken. Hij maakte naam door zijn vernieuwend werk op het gebied van de religieuze kunst. In 1940 werd hij leraar beeldhouwkunst aan het Sint-Lucasinstituut te Brussel en in 1952 werd hij benoemd tot docent bij het Departement Architectuur van de KU Leuven.

## Werk
Enkele van zijn werken zijn:

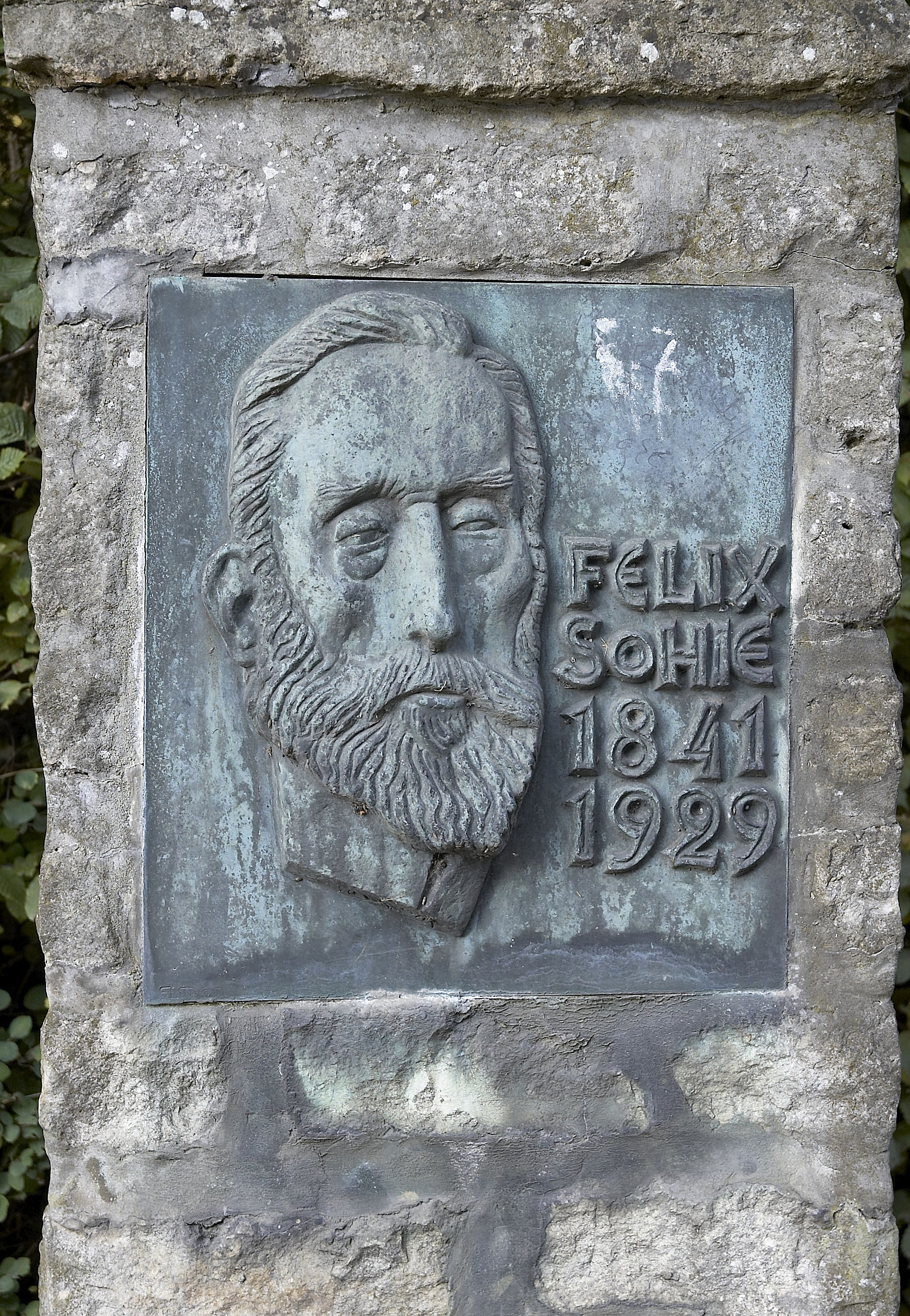
Een reliëf van Felix Sohie door Elstrøm

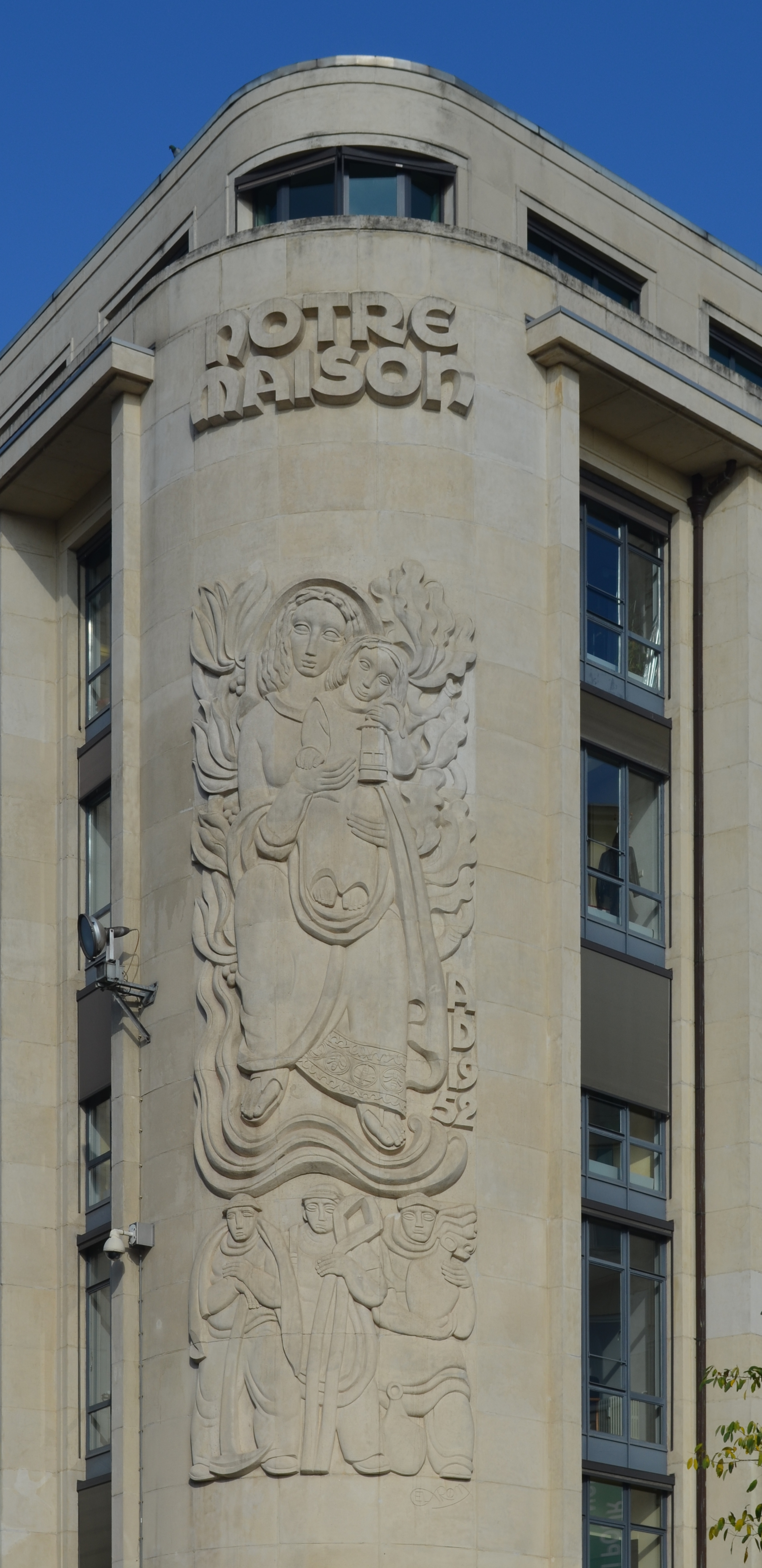
Notre maison in Charleroi

- Kalvarie en Engelen in de Basiliek van Koekelberg in België
- Notre maison (Ons huis), 1952, zetel van de Mouvement ouvrier chrétien in Charleroi.
- Leven van Sint Pieter, 1956. Lessines, Sint-Pieterskerk, koppelbalk in reliëf, graniet.
- Doopvont, 1956. Vissoule, Sint-Joriskerk
- Onderdeel van een monument van Jules Cornet
- De gedenkplaat van Felix Sohie, 1959 in brons in Huldenberg, België
- Sinte Barbara, 1959. Pellenberg, universitair sanatorium, beeld in gedreven koper.
- De Vrede, 1959. Saint-Léger, gedenkteken in gedreven koper
- De Architectuur, 1953. Brussel, ministerie van Openbare Werken, ingang Hertogstraat, steen.
- De Familie, 1964. Turnhout, stadhuis, voorgevel, stenen reliëf.
- Vigilentia, 1964. Turnhout, stadhuis, voorgevel, stenen reliëf.
- Maria Middelares, 1941. Leuven, O.L.V. Middelareskerk, stenen beeld.
- Profiel van Koning Boudewijn op Belgische muntstuk van 10 frank, 1969, en reeks postzegels.
- O.-L.-Vrouwbeeld 1946. Basiliek Dadizele

- Gemeinsame Normdatei: 143228609
- International Standard Name Identifier: 0000 0001 1420 3755
- RKD-Nederlands Instituut voor Kunstgeschiedenis: 26105
- Virtual International Authority File: 167109405
- WorldCat: E39PBJjtcxxbXMdBqp36R8Rh73